# Douglas (Isola di Man)
Douglas (in mannese Doolish) è la capitale dell'Isola di Man, dipendenza della Corona britannica.

## Società

### Evoluzione demografica
Ha una popolazione di 27 938 persone secondo il censimento del 2011. Nel 2006 erano 26 218 e nel 2012 erano 25 347. Nella capitale vive un terzo della popolazione dell'intera isola.

## Geografia fisica
La città è situata nella parte orientale dell'isola alla confluenza di due fiumi: il Dhoo e il Glass, che si gettano nella Baia di Douglas. Delle colline invece si estendono a sud-est e a nord-ovest.
Douglas è circondata da numerosi villaggi minori, tra i quali Onchan a nord e Union Mills ad ovest.

## Attrazioni

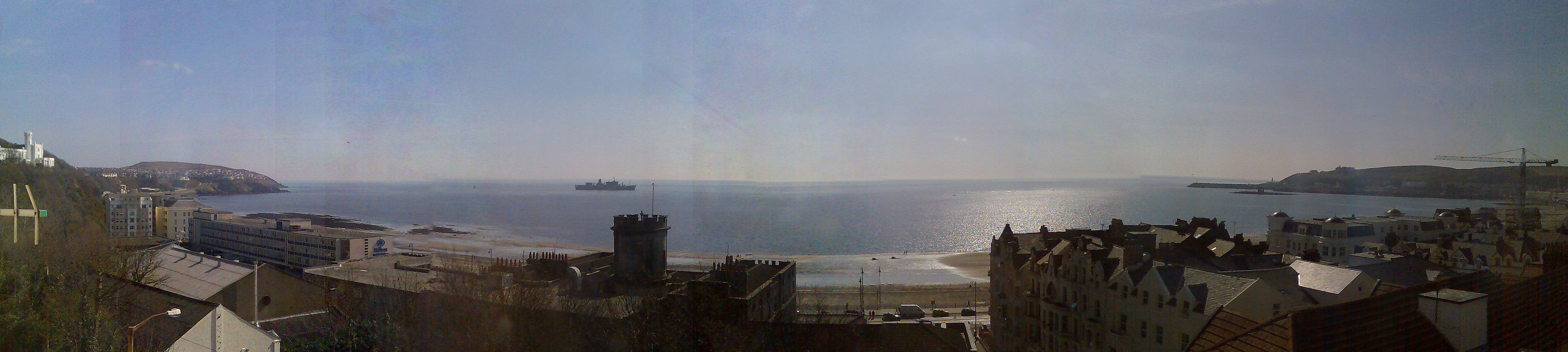
Baia di Douglas

Douglas ha un numero di attrazioni ed articoli di particolare interesse:
- La Torre del Rifugio è un piccolo castello come riparo costruito sopra Conister Rock nella Baia Douglas come un santuario per marinai naufragati. La costruzione fu voluta da Sir William Hillary, fondatore di RNLI.
- Douglas Head è la casa della Camera Obscura che è recentemente sotto restaurazione ed è aperta al pubblico durante i mesi estivi. Altri manufatti del turismo vittoriano posso ancora essere trovati camminando intorno all'area.
- La horse-drawn trams che scorre lungo la promenade dal Sea Terminal alla stazione della Ferrovia Elettrica Manx da Primavera all'Autunno.
- I treni a vapore viaggiano 15 miglia dalla Stazione Ferroviaria Douglas al Porto Erin nel sud dell'isola.